# Parc national de la Lagune de Karavasta
La lagune de Karavasta est la plus grande lagune d'Albanie et l'une des plus importantes de la mer Adriatique. Elle est séparée de la mer Adriatique par une large bande de sable. La lagune fait partie du parc national de la Lagune de Karavasta (albanais : Divjakë-Karavasta). Le parc national a été créé en 2007, et couvre une superficie de 222 km² (22 230 ha). Il avait auparavant été choisi comme zone d'importance internationale, protégé par la convention de Ramsar, du 29 novembre 1995.

## Géographie

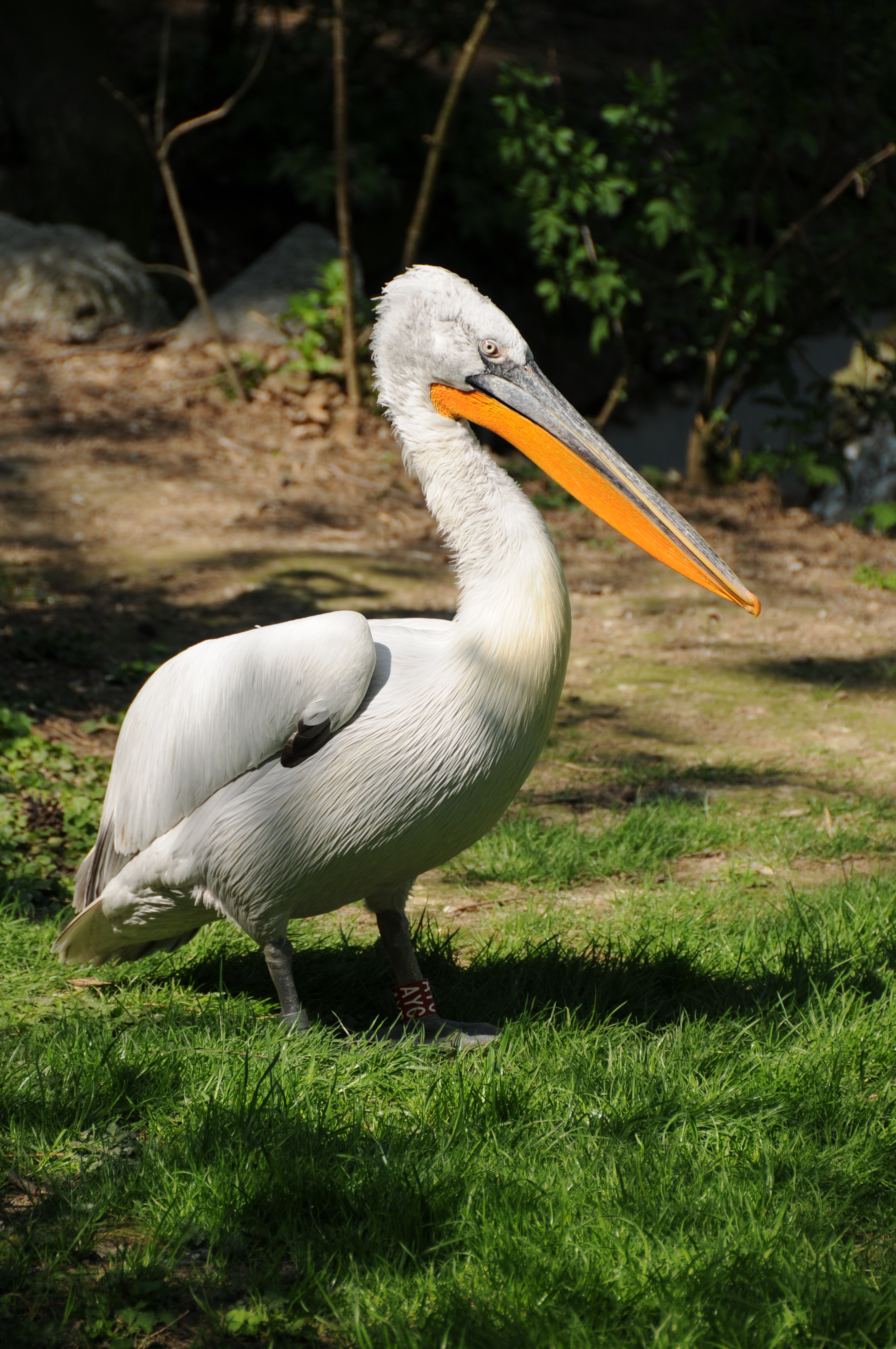
La Lagune de Karavasta abrite le pélican frisé.

La lagune est située dans l'ouest de l'Albanie et près de la ville de Divjaka. La lagune est coupée de la mer Adriatique par une longue plage de sable. La lagune de Karavasta est composée de nombreux pins et de petites îles sablonneuses. La lagune est célèbre pour les rares pélicans frisés qui y vivent : en fait 6,4% de la population européenne de ces pélicans se trouvent ici. Ils construisent des nids dans la seule île de Pélicans de cette lagune.
La lagune de Karavasta fait partie de la liste de Ramsar des zones humides d'importance internationale depuis 1995. 
Depuis que les campagnes de désinfection ont cessé, la région est connue pour avoir une saison des moustiques très active. Cependant, en 2014, des campagnes de désinfection ont repris, et un projet de réhabilitation du parc a été lancé par les autorités nationales. Il inclut notamment un moratoire de la chasse pour permettre de reconstituer des activités d'observation des oiseaux, afin de développer le tourisme.

## Panorama
